# Varoš (gmina Ražanj)
Varoš (cyr. Варош) – wieś w Serbii, w okręgu niszawskim, w gminie Ražanj. W 2011 roku liczyła 290 mieszkańców.